# 哈莫克斯 (佛羅里達州)
哈莫克斯（英語：The Hammocks）是位於美國佛羅里達州邁阿密-戴德縣的一個人口普查指定地區。

## 地理
哈莫克斯的座標為25°40′14″N 80°26′10″W / 25.67056°N 80.43611°W，而該地最高點為海拔高度1米（即3英尺）。

## 人口
根據2010年美國人口普查的數據，哈莫克斯的面積為20.80平方千米，當中陸地面積為20.40平方千米，而水域面積為0.40平方千米。當地共有人口51003人，而人口密度為每平方千米2,452人。